# Isaiah Nengo
Isaiah Odhiambo Nengo (* 1961 in Nairobi, Kenia; † 23. Januar 2022 ebenda) war ein kenianischer Paläontologe. Er galt als Experte auf dem Gebiet der Stammesgeschichte miozäner Menschenaffen und wurde international bekannt als namensgebender Autor der Erstbeschreibung von Nyanzapithecus alesi, einem rund 13 Millionen Jahre alten Primaten aus dem Formenkreis der unmittelbaren Menschenaffen-Vorfahren.

## Leben
Isaiah Nengo wuchs Anfang der 1960er-Jahre in einem Armenviertel der Eastlands area von Nairobi auf. Laut einem Nachruf in der Fachzeitschrift Nature Ecology & Evolution inspirierte ihn während seiner High-School-Zeit eine Exkursion ins Nairobi National Museum dazu, sich insbesondere den Naturwissenschaften zuzuwenden. Er habe bei diesem Besuch einen Vortrag von Richard Leakey gehört – dem ersten Weißen, der bis dahin mit ihm gesprochen habe – und sei von dessen Schilderung der afrikanischen Vorfahren des Menschen beeindruckt gewesen. Nengo studierte Zoologie und Botanik an der Universität von Nairobi und wurde danach von Richard Leakey, dem Direktor des Nationalmuseums, als Wissenschaftler angestellt. Leakeys Ehefrau, Meave Leakey, die ebenfalls am Museum tätig war, betraute Nengo mit dem Kuratieren der Sammlung miozäner Primaten, wodurch er im Rahmen einer Forschungsgrabung auf Mfangano Island auch mit Alan Walker und Kamoya Kimeu zusammenarbeitete.
Aufgrund seiner Leistungen wurde es ihm ermöglicht, unterstützt auch von Stephen Jay Gould, 1993 an der Harvard University bei David Pilbeam mit einer Studie zum Bau der Hände und Füße von Altweltaffen (Catarrhini) zu promovieren. Danach erhielt er eine Anstellung als wissenschaftlicher Mitarbeiter an der Miami University in Oxford in Ohio, zudem wurde ihm die Leitung des Hefner Museum of Natural History der Universität übertragen. Aufgrund rassistischer Vorfälle gab er diese Tätigkeiten jedoch auf und zog mit seiner Ehefrau Ann und den drei Kindern in ein „diverseres Umfeld“ in der San Francisco Bay Area. Zunächst unterrichtete er in Oakland Biologie an einer High School, später am De Anza College in Cupertino.
Im Jahr 2010 besuchte ihn Louise Leakey, die Tochter von Richard und Meave Leakey, und überzeugte ihn, sein Forschungsprogramm wieder aufzunehmen. Nengo erhielt ein Fulbright-Stipendium, aufgrund dessen er nach Nairobi zurückkehren konnte. 2012 und 2013 lehrte er an der Universität von Nairobi, untersuchte die Primatenfossilien in der Sammlung des Nationalmuseums von Nairobi und erkundete potentielle, neue Fundorte von fossilen Primaten. Einige Jahre später wurde er zum stellvertretenden Direktor des Turkana Basin Institute ernannt und trat als Hochschullehrer der Fakultät für Anthropologie der Stony Brook University bei.
Kurz nachdem Isaiah Nengo im Januar 2022 von einer Feldstudie nach Nairobi zurückgekehrt war, starb er im Alter von 60 Jahren an Herzversagen, drei Wochen nach seinem langjährigen Mentor Richard Leakey.

## Forschung
Als Nengos größter wissenschaftlicher Erfolg gilt der im Jahr 2014 unter seiner Leitung entdeckte, rund 13 Millionen Jahre alte Nyanzapithecus alesi. Der fast vollständig erhaltene, annähernd zitronen-große Schädel eines Jungtiers ist für diese Epoche insofern ein außergewöhnlicher Fund, als die meisten fossilen Primaten nur durch wenige einzelne Zähne oder Unterkiefer belegt sind. Nengo hatte die Fundstätte, deren geologische Beschaffenheit als schwierig zu datieren galt, zuvor erkundet und als potentiell ergiebig erkannt. Bereits Jahrzehnte zuvor, während seiner ersten Zusammenarbeit mit Alan Walker und Kamoya Kimeu, als deren Team mit dem Ausgraben eines Skeletts des frühen Primaten Ekembo befasst war, hatte Nengo einen fast vollständigen Hüftknochen entdeckt, der bis heute das am besten erhaltene Becken eines Primaten aus dem frühen Miozän ist.
In einem Nachruf der Stony Brooks University wurde herausgestellt, dass seine zahlreichen Funde aus der Zeit vor 20 bis 10 Millionen Jahren und die von ihm erstmals erschlossenen Fundstätten die Kenntnis miozäner Menschenaffen entscheidend erweitert haben. Zudem habe er in Zusammenarbeit mit der European Synchrotron Radiation Facility in Grenoble anhand der dort ermöglichten Bildgebungsverfahren völlig neue Einblicke ins Innere der Fossilien geschaffen. Die Erträge seines jüngsten Forschungsprojekts, des Turkana Miocene Project, ausgestattet mit mehreren Millionen US-Dollar des Frontier Research in Earth Sciences Program der US-National Science Foundation, hat Nengo nicht mehr erlebt. Auslöser des Projekts, in dem Forscher unterschiedlicher Fachrichtungen kooperieren, war ein von ihm entdecktes Wal-Fossil – in einer Region von Kenia unweit des Turkana-Sees, in der es nach bisheriger Meinung der Geophysiker keine Wale gegeben haben kann, weil es kein Meer gab. Das Turkana Miocene Project soll die Küstenlinie des miozänen Indischen Ozeans neu kartieren.

## Belege
1. 1 2  John Rowan, Patricia Princehouse, Rahab N. Kinyanjui, Kevin T. Uno: Isaiah Odhiambo Nengo (1961–2022). In: Nature Ecology & Evolution. Band 6, 2022, S. 659, doi:10.1038/s41559-022-01741-y.
2. ↑  Isaiah Nengo, Associate Director of Turkana Basin Institute, Passes on. Nachruf des Turkana Basin Institute vom 25. Januar 2022.
3. ↑  Isaiah Odhiambo Nengo: Integrating Mechanical and Historical Approaches to Organismal Design: The Case of Shaft Structure in the Hands and Feet of Catarrhines. Ph.D. Thesis. Harvard University, Cambridge (Massachusetts) 1993.
4. ↑  Isaiah Odhiambo Nengo. 1961–2022. Auf: stonybrook.edu, abgerufen am 30. Oktober 2022.

| Personendaten    | Personendaten                               |
| ---------------- | ------------------------------------------- |
| NAME             | Nengo, Isaiah                               |
| ALTERNATIVNAMEN  | Nengo, Isaiah Odhiambo (vollständiger Name) |
| KURZBESCHREIBUNG | kenianischer Paläoanthropologe              |
| GEBURTSDATUM     | 1961                                        |
| GEBURTSORT       | Nairobi, Kenia                              |
| STERBEDATUM      | 23. Januar 2022                             |
| STERBEORT        | Nairobi, Kenia                              |